# 波焦马里诺
波焦马里诺（義大利語：Poggiomarino），是意大利那不勒斯省的一个市镇。总面积13.3平方公里，人口31,353人，人口密度2,400人/平方公里（2010年）。ISTAT代码为063055。